# Termitospathius sumatranus
Termitospathius sumatranus är en stekelart som beskrevs av Sergey A. Belokobylskij 2002. Termitospathius sumatranus ingår i släktet Termitospathius och familjen bracksteklar. Inga underarter finns listade i Catalogue of Life.